# ناكسار
ناكسار (بالإنجليزية: Naxxar)‏ هي بلدية في مالطا، تتبع Northern District ‏، بلغ عدد سكانها 13٬443  نسمة، في 2014، تبلغ مساحتها 11٫6 كيلومتر مربع.

## تاريخ المنطقة
ليس من الواضح متى بدأت ناكسار في التحول إلى قرية ، لكن سكن الإنسان في المنطقة يعود إلى عصر ما قبل التاريخ. يتضح هذا من خلال البقايا الصخرية في تل القاضي وفي قليت ماركو. من المحتمل أن شقوق العربة التي تبدأ من سالينا حتى تارغا وبالقرب من غديرة تل الوج قد تم قطعها لأول مرة في نفس الفترة.
- Boissevain, Jeremy (May 2014). Inversione residenziale: mutamenti nell’uso dello spazio sociale a Malta. Dialoghi Mediterranei. Istituto Euro-Arabico. (Italian)
- في عام 1565 كانت منطقة ناكسار أيضًا مسرحًا لمعركة جارية بين القوات التركية المنسحبة التي تراجعت على أسطولها الراسي في خليج سانت بولس والقوات المسيحية من مدينا ونائب الملك في صقلية. بشكل فعال المراحل الأخيرة من الحصار العظيم لمالطا حيث تمكن فرسان الإسبتارية من مقاومة قوات السلطان سليمان القانوني.

## مناطق ناكسار
تتكون المنطقة بأكملها من المناطق التالية:
- مركز منطقة ناكسار
- منطقة الصنفرة
- ضريبة سانتا ماريا Xaghra
- خطوات سانت بول
- بيرجوما
- Magħtab
- Salina
- بحر بيبل
- مادلينا (جزئيا)

## أعلام
- باول فينيتش
- ماري سبيتيري ، مشاركة سابقة في مسابقة الأغنية الأوروبية ، احتلت المركز الثالث في ESC 1992
- كلوديت بيس ، سياسية ومشارك سابق في مسابقة الأغنية الأوروبية
- Savior Pirotta ، مؤلف للأطفال الآن مواطن بريطاني يعيش في المملكة المتحدة
- توني باجادا ، البطل المالطي الأسطوري من القرن السادس عشر